# Phasia violascens
Phasia violascens är en tvåvingeart som först beskrevs av Townsend 1897.  Phasia violascens ingår i släktet Phasia och familjen parasitflugor. Inga underarter finns listade i Catalogue of Life.